# Aenictus luzoni
Aenictus luzoni é uma espécie de formiga do gênero Aenictus.